# Ajtony vezér
Ajtony vezér (? – 1028?) nemzetségfő Szent István uralkodása idején, Magyarországon. Az Árpád-kori Achtum, Ochtum név a török Altyn 'arany' szóból ered.
1000 körül törzsi államot hozott létre az Al-Duna és a Maros-köze tájékán Marosvár székhellyel. Szent István királytól függetlenül gyakorolta hatalmát. A nagyőszi csatában 1028-ban vereséget szenvedett Csanád vezértől, és uradalma széthullott.

## Élete
Anonymus a Gesta Hungarorumban  Galad vezér ivadékának írja le, míg Laskai Osvát semmilyen adattal alá nem támasztott prédikája a „Nyírbe”, azaz a mai Nyírségbe valónak mondja. Életéről adatok Szent Gellért püspök 14. századi Nagy legendájában maradtak fenn, de ez csupán szállásterületeit és megkeresztelkedését írja le. Eszerint Marosvárban tartotta székhelyét, 1002-ben Vidinben keleti rítusú kereszténység szerint II. Baszileiosz bizánci császár közreműködésével keresztelkedett meg. Székhelyén monostort épített Keresztelő Szent János tiszteletére, de ez valószínűleg csak felszínes gesztus volt: az akkori elbeszélések szerint hét feleséget tartott, és nem tisztelte a kereszténység előírásait. A Bizánci Birodalom folyamatosan támogatta, ezért hatalmát István megkoronázása után még hosszú évekig meg tudta tartani. Gazdasági és katonai erejére támaszkodva nem engedelmeskedett I. István parancsainak, magát vele egyenrangúnak tartotta.

## Állama
Törzsi államának magja a Maros mente volt, és keleten a Körös folyóig, Erdély nyugati határáig terjedt, délen pedig Vidin és Szörény határolta. Gazdasági alapja az akkori viszonyok között nagyon nagy állatállomány volt, főként lovak és szarvasmarhák. Az uralma alatt élő népek földet is műveltek, megkezdték az áttérést az istállózó állattartásra. Igen sok pásztora harcképzettebb volt földművelő társaiknál, ezzel Ajtony katonai erejének egyik alapjává váltak. Másik fő jövedelemforrása sószállítás volt — a Maroson egészen a Tiszáig mindent megvámolt. 1019-ben II. Baszileiosz bizánci császár főhatósága alá adta magát, és befogadta a görögkeleti hitterjesztőket. I. István 1028-ban lépett fel ellene, amikor külföldi segítségre nem számíthatott, mert a görög uralkodóház kihalt.

## Csatavesztése és bukása
Szent István országot egyesítő hadjáratainak végére, az 1020-as évek második felére a tiszántúli területek, ahol Vata volt a törzsfő, békésen elismerték fennhatóságát. Egyedül a Tiszántúltól délre eső területeket birtokló Ajtony maradt pogány ellenálló. Az államalapító király a leszámolásra 1027 tájékát látta elérkezettnek, ekkor ugyanis belső zavargások robbantak ki Bizáncban, ezáltal elmaradtak a támogatások. A támadás kezdete előtt az egész uradalmat körbezárta, ezt bizonyítja az is, hogy II. Konrád csak nagy kerülővel tudta megtenni az utat Bizánc felé, tehát 1027-ben az ostrom már elkezdődött. Doboka ispán fia, Csanád vezér, Ajtony egykori fővezére, Rév-Kanizsánál átkelt a Tiszán, és a Harangod (Aranka) vizénél a nagyőszi síkon két napig tartó csatában megverte Ajtony seregét, őt magát pedig lefejezte. A Gellért legenda szerint két csatát vívtak, az elsőt Marosvárnál, ahol még Ajtony serege győzött, visszaszorítva a Tiszáig Csanádot. A másodikat Nagyősznél, amely azonban Ajtony halálával végződött. A sík területen emelkedő Oroszlános-halmon Csanád püspökséget alapított, I. István pedig a róla elnevezett vármegye ispánjává tette. Ajtony nemzetségét azonban nem sikerült megsemmisíteni, sőt birtokainak egy része is fennmaradt. Nevét 1329 óta őrzi az Arad és Csanád határán lévő Ajtonmonostora helynév.

## A krónikák és legendák Csanádról

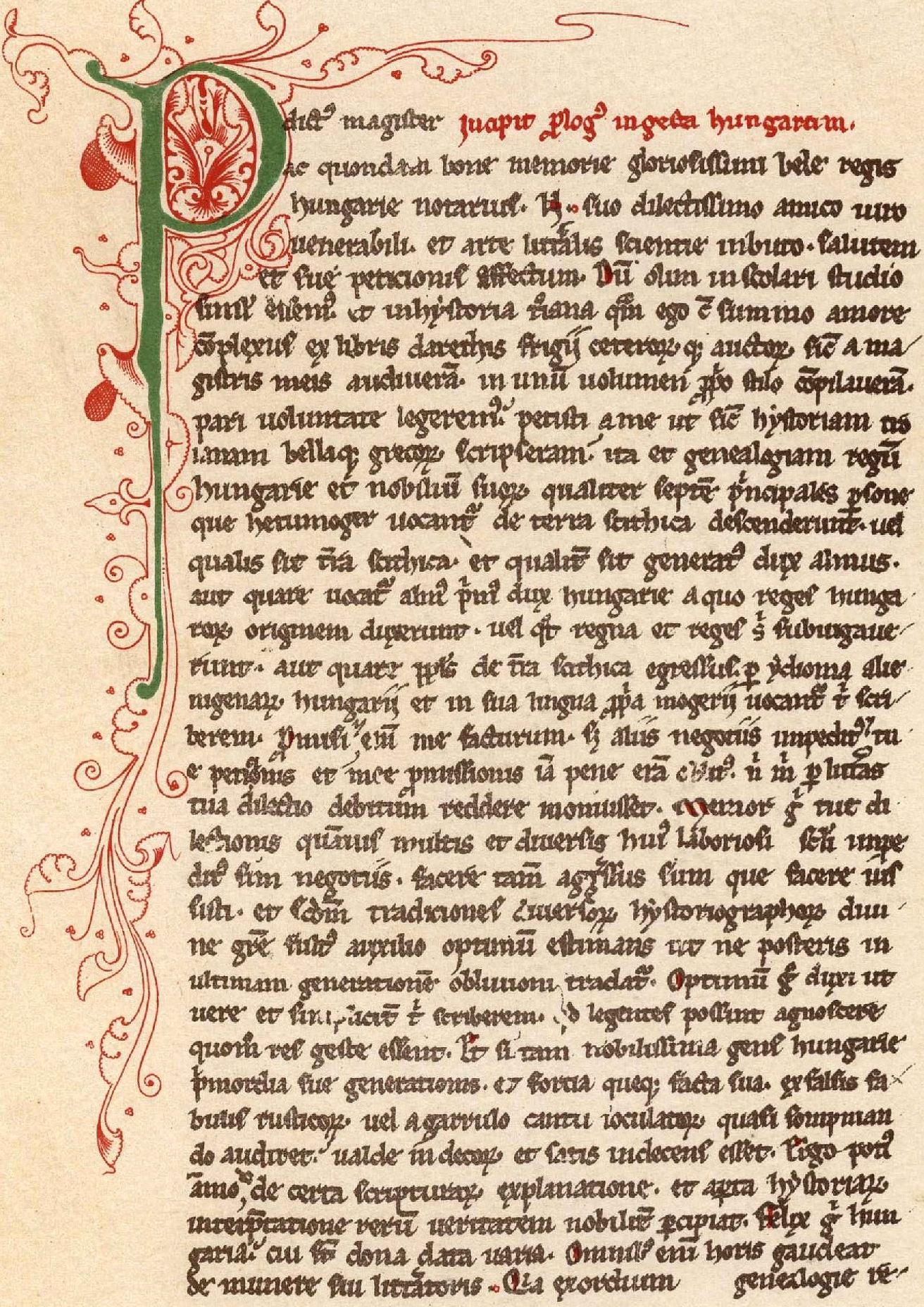
Anonymus: Gesta Hungarorum

...Azt a földet végül, amely a Maros folyótól egészen Orsova váráig terül el, egy bizonyos Galad nevű vezér, aki Bodony várából jött, foglalta el a kunok segítségével. Az ő ivadékából született Ajtony...

### A kivágott nyelv legendája
István király miután megelégelte Ajtony uralmát, megbízta Doboka fővezér fiát, Csanádot, hogy teremtsen rendet Ajtony országában, Gyulát adta melléje fővezérnek. Csanád mondája szerint a csata előtt Szent György jelent meg előtte oroszlán képében és harcra buzdította. Csanád és Gyula seregét azonban Kőkenyérnél Ajtony tapasztalt serege megfutamította, de végül a nagyőszi csatában legyőzték. Csanád diadalmasan vágta le Ajtony fejét, majd nyelvét kivágta és a tarsolyában elrejtette. Gyula erről mit sem tudva, Ajtony levágott fejét Szent Istvánhoz vitte, magának tulajdonítva a hőstettet. Ekkor Csanád a tarsolyból elővette Ajtony nyelvét, és bebizonyította, hogy ő győzte le a vezért, Gyulát pedig száműzték.